# سارکوم یوئینگ
سارکوم یوئینگ (انگلیسی: Ewing sarcoma؛ ‎/ˈ[invalid input: 'ju:']ɪŋ/‎) نوعی تومور بدخیم گرد کوچک آبی‌رنگ و نادر است که در استخوان‌ها یا بافت نرم به‌وجود می‌آید. این تومور در هر استخوانی می‌تواند بروز کند ولی بیشتر در لگن، ران و بازو و کتف و دنده‌ها رشد می‌کند و سن شیوع آن در نوجوانی یا جوانی است. یوئینگ در پسرها، کمی شایع‌تر از دخترهاست.

## علایم و تشخیص
همانند دیگر تومورهای بدخیم استخوانی درد شایعترین علامت اولیه آن می‌باشد. محل تومور ممکن است متورم شده و لمس محل دردناک شود. برخلاف دیگر تومورهای استخوانی ممکن است با علائم سیستمیک مانند تب و کاهش اشتها و وزن همراه باشد. یافته‌های رادیوگرافی یک کلسیفیکاسیون 'پوست پیازی' بارز و مشخص را نشان می‌دهد.

## درمان
جراحی: به ندرت جراحی می‌تواند باعث برداشت کل تومور شده و در نتیجه بهبودی کامل حاصل شود. معمولاً جراحی پس از شیمی درمانی اولیه انجام می‌شود.
شیمی درمانی:
-قبل و بعد از جراحی انجام می‌شود. در درمان از داروهای وین کریستین، دوکسوروبیسین، سیکلوفسفامید، ایفوسفامید و اتوپوساید بکار می‌رود.
-ترکیب VOIT یا همان وین کریستین، ایرینوتکان و تموزالاماید (به همراه بواسیزوماب برای تاثیر گذاری بیشتر ایرینوتکان) در درمان یوئینگ عود کننده استفاده میشود.
-همچنین اخیرا از ترکیب وین کریستین، توپوتکان و سیکلوفسفامید برای درمان یوئینگ عود کننده استفاده میشود. پرتودرمانی: بعد از شیمی درمانی و قبل و بعد از جراحی انجام می‌شود.
پیوند سلول های بنیادی (اتولوگ): زمانی که بیماری عود کننده باشد انجام می شود.

## پیش‌آگهی
معمولاً متاستاز به قفسه سینه و استخوانها یا مغز استخوان روی می‌دهد. پیش آگهی در موارد تومور موضعی خوب است و بیش از ۷۰ درصد بیماران پس از عمل جراحی و دوره شیمی درمانی طول عمر بالای پنج سال دارند؛ ولی در صورت متاستاز پیش آگهی خوبی وجود ندارد و در پنج سال زیر بیست درصد بیماران زنده می‌مانند.

## خانواده تومورهای سارکوم یویینگ
گروهی از سرطان‌ها که شامل تومور استخوان یویینگ (ETB یا Ewing Sarcoma Of Bone)، تومورهای خارج استخوانی یویینگ (Eoe یا Extraosseous Ewing Tumors)، تومورهای اولیه نورواکتودرمال (PNET یا Primitive NeuroEctodermal Tumors)، و تومورهای Askin (PNET دیواره قفسه سینه) است. این تومورها همگی از یک نوع سلول بنیادی سرچشمه می‌گیرند. به‌جای Ewing Sarcoma Family Of Tumors، از واژه EFTS هم استفاده می‌شود.